# Chevrolet Chevelle Laguna

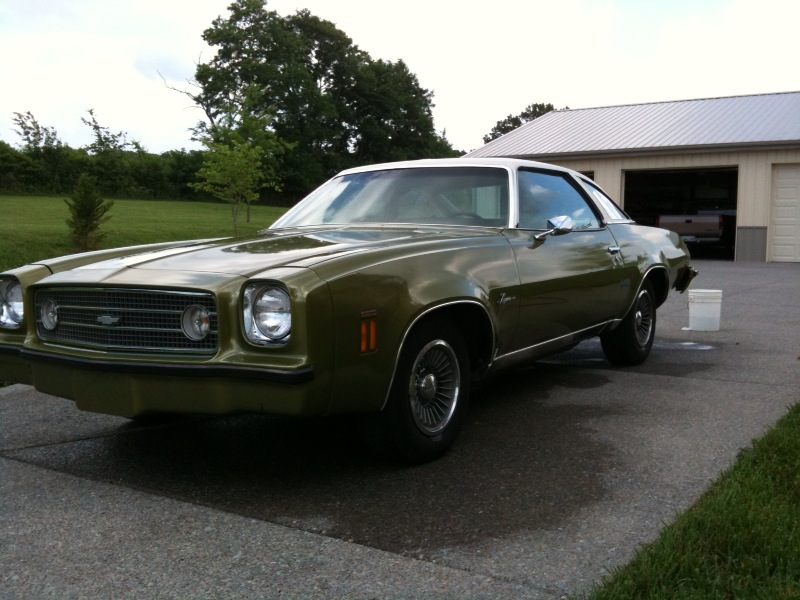
Chevrolet Chevelle Laguna de 1973.

Cet article concerne la Chevrolet Chevelle Laguna. Pour des informations générales sur la Chevelle, voir Chevrolet Chevelle.
La Chevrolet Chevelle Laguna est une automobile de taille moyenne produite par Chevrolet pour les années modèles 1973 à 1976. Faisant partie de la plateforme GM A-Body, la série Laguna de 1973 comprenait des coupés, des berlines et des break. Ce fut la série haut de gamme de la Chevelle ces années-là positionnée au-dessus de la Malibu. De 1974 à 1976, la voiture a été produite sous la forme d'un coupé Laguna S-3 à modèle unique, la nouvelle Malibu Classic de 1974 occupant la première place dans la série de luxe. Toutes les Laguna arboraient des extrémités avant en uréthane qui les distinguaient facilement des autres Chevelle. Le pilote de NASCAR, Cale Yarborough, a remporté les deux premiers de ses trois championnats consécutifs de la Coupe Winston en pilotant une Chevelle Laguna.

## Histoire

### Aperçu
Les Chevelle Laguna de 1973-1976 représentaient 108 815 sur près de 1,7 million de ventes de Chevelle de troisième génération. La production comprenait 42 941 coupés Laguna 1973 et 38 790 coupés Laguna Type S-3 de 1974-1976, ce qui en fait des voitures relativement rares sur le marché des collectionneurs d'aujourd'hui.
Chevrolet a honoré à nouveau les stations balnéaires de Californie en nommant la série Chevelle de 1973 "Laguna", la Malibu occupant la place centrale tandis que la série de base était appelée simplement "Deluxe". Les modèles Laguna présentaient un style avant et arrière spécifique, y compris une extrémité avant en uréthane de couleur carrosserie dissimulant le nouveau système de pare-chocs résistant à 8 km/h. Lors d'un impact mineur, le nez en uréthane, soutenu par des cylindres amortisseurs, été dévié et rebondissait. Les modèles Laguna comportaient également une calandre chromée moulée sous pression spécifique avec le logo Chevrolet, un pare-chocs arrière de couleur carrosserie (acier), des bandes de frottement pour pare-chocs avant et arrière, des moulures d'égouttement de toit brillantes, des moulures d'ouverture de roue brillantes, des enjoliveurs de feux arrière chromés, des enjoliveurs complets et plaques d'identification Laguna sur les ailes. Les intérieurs de la Laguna étaient plus somptueux que ceux de la Malibu en tissu à motifs et en vinyle ou rembourrage tout en vinyle respirant en option, garniture de porte distinctive avec poches pour cartes, moquette profonde, accents de vinyle en similibois et plaques signalétiques Laguna.
La Chevelle Laguna "Colonnade" à toit rigide de 1973 comportait une ligne de toit semi-fastback avec des piliers de style "B", une vitre de porte sans cadre et un verre de quart arrière distinctif sur les coupés à deux portes. De nouvelles fenêtres latérales avec des piliers centraux stylisés ont été présentées sur les modèles berline à quatre portes. Les nouveaux piliers B étaient structurellement suffisamment solides pour contribuer à la sécurité des occupants dans un accident de type retournement. General Motors avait prévu cela pour d'éventuelles normes fédérales de sécurité en cas de renversement en janvier 1974 qui ne se sont finalement pas concrétisées. Les piliers de pare-brise inhabituellement minces ont contribué à la visibilité nettement améliorée par rapport aux Chevelle de la génération précédente. Deux break Laguna ont été introduits, dont un Laguna Estate. Les breaks, disponibles avec des sièges pour six ou neuf passagers, comportaient un hayon à contrepoids qui permettait une entrée et un chargement faciles jusqu'à 2,4 m3).

### Nouveau châssis
Le nouveau modèle haut de gamme Laguna a partagé avec toutes les Chevelle de 1973 la refonte la plus complète de leurs 10 ans d'histoire Le châssis était aussi neuf que la carrosserie - les dimensions d'empattement étaient de 2 845 mm pour les coupés et de 2 946 mm pour les berlines et les breaks sur un tout nouveau cadre de périmètre plus robuste avec une course de suspension avant et arrière accrue, essieu arrière plus grand de 216 mm, jantes de 152 mm plus larges, bagues de bras de commande arrière raffinées, nouveaux emplacements d'amortisseurs, nouveaux supports de carrosserie et géométrie de suspension avant améliorée - La roue gauche été ajustée pour avoir une cambrure légèrement plus positive que la droite, ce qui donné une sensation de direction plus uniforme et stable sur les routes à milieu surélevé tout en maintenant une excellente stabilité en vitesse de croisière sur autoroute. Les dégagements pour les ressorts hélicoïdaux ont été améliorés pour une conduite plus fluide sur tous les types de surfaces; les ressorts hélicoïdaux de chaque roue ont été sélectionnés par ordinateur pour correspondre au poids de la voiture individuelle. Les freins assistés avec étriers de frein à disque avant étaient de série sur toutes les Chevelle de 1973.
Les nouvelles caractéristiques supplémentaires étaient un toit à double panneau acoustique, un verre plus ajusté, des poignées de porte extérieures de style affleurant, construction avant et arrière entièrement en mousse moulée, un système de ventilation à circulation d'air, un déverrouillage intérieur du capot, un générateur Delcotron raffiné et une batterie latérale scellée, un plus grand réservoir de carburant de 83 litres et des panneaux de culbuteur «affleurants et secs» introduits en premier sur les Chevrolet redessinés de 1971. Une autre amélioration structurelle a été une conception plus solide des poutres de garde des portes latérales. Les options comprenaient des sièges baquets Strato pivotants (avec console) pour les coupés, un toit ouvrant électrique et des roues en uréthane Turbine I (soutenues par de l'acier), tout comme le groupe d'instruments.
Alors que les Chevelle inférieures (sauf la finition Malibu SS) étaient livrées en standard avec un six cylindres de 4 097 cm3 ou un V8 à deux corps de 5 031 cm3, les Laguna étaient livrés en standard avec un V8 de 5 735 cm3 à deux corps de 147 ch (108 kW). Les options comprenaient un V8 de 5 735 cm3 à quatre corps de 177 ch (130 kW) et un V8 de 7 440 cm3 à quatre corps évalué à 248 ch (183 kW). Les sièges de soupape durcis du moteur et les arbres à cames hydrauliques ont rendu ces moteurs fiables sur de nombreux kilomètres et leur ont permis d'accepter l'essence ordinaire sans plomb de plus en plus populaire. Une transmission manuelle à trois vitesses était standard; une manuelle à quatre vitesses et une automatique à trois vitesses Turbo Hydra-Matic étaient en option. Les radiateurs à flux croisés et les réservoirs de liquide de refroidissement empêchaient l'air de pénétrer dans le système et empêchaient la surchauffe.

### Critiques
Le magazine Speed and Supercar a déclaré dans un « Street Test » de juin 1973: « Chevrolet va droit au but ». « Assez, c'est trop, c'est ce que nous ressentons à propos de la Laguna 350 (1973). ...Nous ne pouvions pas laisser passer l'occasion de vous dire ce qu'est une voiture sensationnelle de tous côtés même si elle ne peut pas fumer le quart de mile (402 m) en 13 secondes. Et quelle voiture en 1973 le peut ». « Ce n'est pas accablant mais c'est suffisant - et si confortable que l'éditeur a acheté la voiture ». « La Laguna est le type de voiture que vous souhaitez posséder pour un transport rapide et confortable dans un luxe calme ».
Motor Trend - "1973 Buyers Guide" a déclaré: "Chevrolet présente une toute nouvelle série intermédiaire de la Chevelle à un moment où les lignes concurrentes de Ford et Chrysler ont un an ou plus ... quand vous regardez ce que les stylistes ont fait avec ce que nous appelions le coupé à colonnes, vous voudrez peut-être vous précipiter et acheter des actions chez General Motors."
Motor Trend a déclaré: "La Grand Am et la Laguna sont de grandes "petites" voitures. Agile, rapide et réactif.""La Laguna au style épuré a beaucoup à recommander. La voiture a une sensation très serrée, un sous-produit du dessous de caisse fortement nervuré et du toit à double panneau. Le pare-chocs avant en uréthane couleur carrosserie est fortement en faveur de la Laguna. C'est beaucoup plus beau à regarder que l'approche du gros pare-chocs."
Car and Driver a déclaré: "La stabilité directionnelle est si forte sur l'autoroute que la Laguna semble bloquée sur un faisceau de guidage répandue depuis votre destination.""Le nez en uréthane de la Laguna permet à l'avant d'être plat et sans lacunes en ce jour de pare-chocs saillants; ses ailes coupées en bloc sont chauvinement masculines, et aucune tôle n'est gaspillée pour masquer ses pneus de la vue ... de sorte que la Laguna semble qu'elle pourrait faire tomber la plupart des voitures sur la route".

### 1974-1976 Laguna Type S-3
Pour 1974, la Laguna a été renommée "Laguna Type S-3" et a été proposée uniquement en tant que coupé Colonnade. Elle a conservé l'avant en uréthane de 1973 avec une calandre révisée et de nouveaux feux de stationnement, augmentés à l'arrière par de nouveaux feux arrière. Un pare-chocs arrière chromé de 8 km/h mandaté par le gouvernement fédéral a remplacé la version en acier couleur carrosserie de 4,0 km/h à partir de 1973. L'équipement standard comprenait une console, un toit en vinyle, des fenêtres arrière verticales de type opéra qui pouvaient être recouvertes de nervures horizontales; des rayures latérales sur la carrosserie, un emblème Laguna S3, ainsi que des amortisseurs et des ressorts plus fermes, une barre stabilisatrice avant et des pneus radiaux HR70x15 sur des roues Rally. Les occupants avant montaient sur des sièges baquets pivotants et le conducteur faisait face à un combiné d'instruments à six cadrans et à un volant sport à quatre branches. La Laguna S-3 de 1974 avait remplacé la "SS" abandonné comme finition de performance sur la Chevelle. La production a totalisé 15 792 voitures, avec des prix commençant à 3 723 $ - et de nombreuses options pour faire passer le résultat net au-delà de 5 000 $. Les moteurs proposés comprenaient un moteur standard V8 350 de 147 ch (108 kW) à deux corps, avec des groupes motopropulseurs en option dont un V8 400 de 150 ch (110 kW) à deux corps, un V8 400 de 177 ch (130 kW) à quatre corps et un V8 454 de 238 ch (175 kW) à quatre corps, sauf en Californie où un V8 350 de 157 ch (116 kW) à quatre cylindres était standard et les moteurs 400 et 454 étaient en option. La transmission Turbo Hydra-matic était de série avec une boîte manuelle à quatre vitesses disponible uniquement avec le moteur 454. La puissance en chevaux était apparemment plus faible en raison de la façon dont elle était calculée comme «nette» à partir de 1972, par opposition aux cotes de puissance «brute» de 1971 et des années précédentes.
La Laguna S-3 de 1975 a été introduite au milieu de l'année en janvier 1975. Cette fois, elle avait un nez de style aérodynamique incliné et recouvert d'uréthane conçu pour la NASCAR (qui a ensuite refait surface en 1983 avec la Monte Carlo SS) et des fenêtres d'opéra à persiennes. La désignation Colonnade a été supprimée. Le demi-toit en vinyle, les sièges baquets Strato avant pivotants avec la console centrale, ainsi que le volant sport à quatre branches, n'étaient plus des équipements standard sur la S-3 et ont été rendus facultatifs au milieu de 1974 pour réduire le prix de base de la voiture. L'option de moteur 454 était disponible pour le premier semestre de l'année modèle dans la Chevelle et donc la Laguna de 1975 avait le 400 comme moteur supérieur. La gamme de moteurs des 49 États était la suivante: le V8 350 de 147 ch (108 kW) de série, le V8 400 à quatre corps de 177 ch (130 kW) et le V8 454 à quatre corps de 218 ch (160 kW) en option. En Californie, le V8 350 à quatre cylindres de 157 ch (116 kW) était de série et le V8 400 à quatre corps de 182 ch (134 kW) était la seule option de moteur. Tous les modèles de 1975 incluaient le convertisseur catalytique nouvellement introduit. La boîte automatique à trois vitesses Turbo Hydra-matic était la seule transmission offerte, car les transmissions manuelles ont été abandonnées. Les options comprenaient un ensemble de jauges Econominder, pendant la pénurie d'essence du milieu des années 70.
Au cours de sa troisième et dernière année, la Laguna Type S-3 de 1976 comportait à nouveau une extrémité avant et des volets de fenêtre inclinés en uréthane de couleur carrosserie, mais avec un nouveau style arrière et des feux arrière horizontaux partagés avec les autres Chevelle. Les Laguna ont partagé leurs tableaux de bord à jauge ronde avec le coupé Monte Carlo; Les modèles Malibu se contentent d'un tableau de bord plus conventionnel et d'un compteur de vitesse à lecture linéaire. Le moteur standard était un nouveau V8 305 à deux corps de 142 ch (104 kW). Les moteurs en option comprenaient le V8 350 à deux corps de 147 ch (108 kW) et le V8 400 à quatre corps de 177 ch (130 kW). Le style aérodynamique a contribué à rendre la Laguna populaire auprès des pilotes de NASCAR. Le coupé Malibu Classic et la Monte Carlo se sont mieux vendues que la Laguna S3. La production de la Laguna a atteint 9 100 voitures, le prix de base étant passé à 4 621 $.

## NASCAR
La Chevelle de troisième génération était un style de carrosserie largement utilisé dans la compétition NASCAR de 1973 à 1977. La Chevelle Laguna S-3 en particulier a connu un succès retentissant. Son nez incliné, ses petites vitres arrière et sa vitre arrière de style "fastback" lui ont donné un avantage aérodynamique sur les autres styles de carrosserie GM sur les pistes les plus rapides de NASCAR. L'équipe de Junior Johnson, avec le pilote Cale Yarborough, a remporté 34 courses et remporté les deux premiers des trois championnats consécutifs de la Coupe Winston. Considéré comme un modèle "aéro" en édition limitée par la NASCAR, la Laguna S-3 a été rendu inéligible à la compétition après la saison 1977. La Laguna était si rapide que Nascar a exigé que les voitures soient équipées de "plaques de restriction" pour les ralentir efficacement lorsqu'aucune autre voiture n'avait cette exigence[réf. nécessaire].
Motor Trend a déclaré en 1973: "Alors que ni Chevrolet ni Pontiac ne sont de retour en course, les nouvelles voitures de taille moyenne sorties des studios de style de GM sont curieusement aérodynamiques. Elles sont également curieusement en concurrence sur les pistes du circuit de la NASCAR et se vendent aussi vite qu'elles peuvent être transportées chez les concessionnaires."

### Points forts
Points forts de la Chevelle de troisième génération pour la NASCAR Winston Cup:
25 mars 1973: Southeastern 500-Cale Yarborough, de retour dans le giron de la NASCAR après un exil de deux ans dans l'USAC Indy Cars, conduit la Chevrolet Chevelle no 11 de Junior Johnson à une victoire écrasante dans le Southeastern 500 à Bristol. Yarborough mène sur les 500 tours.
8 juillet 1973: le leader du Volunteer 500-Points Benny Parsons conduit sa Chevelle non parrainé à une impressionnante victoire au Volunteer 500 au Bristol International Speedway. Parsons termine sept tours devant le second L.D. Ottinger.
23 septembre 1973: Wilkes 400-Bobby Allison descend Richard Petty dans le dernier tour pour remporter le Wilkes 400 au North Wilkesboro Speedway. C'était la deuxième victoire d'Allison de la saison dans sa Chevelle no 12.
21 octobre 1973: American 500-Benny Parsons est à réparer après un crash précoce. L'aide de plusieurs équipes lui permet de reprendre la course et de terminer 28e. Parsons et sa Chevelle tiennent bon pour remporter le championnat NASCAR Winston Cup Grand National. Parsons a pris la tête des points avec une troisième place au Talladega Speedway début mai et n'a jamais abandonné la tête. Il a tenu un rallye tardif de Cale Yarborough pour gagner par seulement 67,15 points.
14 juillet 1974: Volunteer 500-Cale Yarborough se fraye un chemin autour de Buddy Baker dans le dernier tour et remporte une victoire serrée dans le Bristol's Volunteer 500. Il s'agit de la septième victoire de la saison pour Yarborough et sa Chevelle no 11.
16 février 1975: Daytona 500-Benny Parsons prend la tête à trois tours de l'arrivée et remporte le Daytona 500 lorsque le leader David Pearson s'est retrouvé sur le dos. La Chevellr de Parson vient de la 32e position de départ pour revendiquer une victoire bouleversée qui et la plus grande victoire de sa carrière.
10 mai 1975: Music City USA 420-Darrell Waltrip remporte sa première victoire en carrière en NASCAR Winston Cup Grand National dans sa Laguna no 17 avec un triomphe de deux tours dans le Music City USA 420 dans sa ville natale au Nashville Speedway. Benny Parsons termine deuxième dans sa Chevelle.
Août 1976: Cale Yarborough conduit sa Chevelle Junior Johnson/Holly Farms No. 11 au championnat national NASCAR Winston Cup de 1976. Yarborough a remporté neuf courses en chemin vers le premier de trois titres consécutifs. Il a terminé dernier du Daytona 500, mais a pris le commandement de la poursuite des points en août. Yarborough a battu Richard Petty de 195 points.
20 février 1977: Daytona 500-la Chevelle de Cale Yarborough s'éloigne de la Chevelle de Benny Parsons dans les derniers tours pour remporter son deuxième Daytona 500. Yarborough courait jusqu'à l'arrivée dans les 30 courses de la NASCAR Winston Cup alors qu'il dominait la saison 1977 pour conclure son deuxième titre consécutif. Yarborough a remporté neuf courses sur 30 départs dans sa Chevelle no 11 et a terminé 386 points devant le second Richard Petty.

### Victoires
Victoires de la Chevelle de troisième génération pour la NASCAR Winston Cup:
| Date              | Piste de course      | Gagnant         | Voiture   | Vitesse (km/h) |
| ----------------- | -------------------- | --------------- | --------- | -------------- |
| 25 mars 1973      | Bristol, TN          | Cale Yarborough | Chevrolet | 143,154        |
| 12 mai 1973       | Nashville, TN        | Cale Yarborough | Chevrolet | 158,390        |
| 17 juin 1973      | Riverside, CA        | Bobby Allison   | Chevrolet | 161,280        |
| 8 juillet 1973    | Bristol, TN          | Benny Parsons   | Chevrolet | 147,001        |
| 3 septembre 1973  | Darlington, SC       | Cale Yarborough | Chevrolet | 215,705        |
| 23 septembre 1973 | North Wilkesboro, NC | Bobby Allison   | Chevrolet | 153,097        |
| 7 octobre 1973    | Charlotte, NC        | Cale Yarborough | Chevrolet | 233,741        |
| 20 janvier 1974   | Riverside, CA        | Cale Yarborough | Chevrolet | 162,769        |
| 24 février 1974   | Richmond, VA         | Bobby Allison   | Chevrolet | 128,900        |
| 17 mars 1974      | Bristol, TN          | Cale Yarborough | Chevrolet | 103,856        |
| 24 mars 1974      | Atlanta, GA          | Cale Yarborough | Chevrolet | 220,335        |
| 28 avril 1974     | Martinsville, VA     | Cale Yarborough | Chevrolet | 113,341        |
| 19 mai 1974       | Dover, DE            | Cale Yarborough | Chevrolet | 185,166        |
| 9 juin 1974       | Riverside, CA        | Cale Yarborough | Chevrolet | 164,940        |
| 14 juillet 1974   | Bristol, TN          | Cale Yarborough | Chevrolet | 121,393        |
| 20 juillet 1974   | Nashville, TN        | Cale Yarborough | Chevrolet | 122,902        |
| 2 septembre 1974  | Darlington, SC       | Cale Yarborough | Chevrolet | 178,758        |
| 22 septembre 1974 | North Wilkesboro, NC | Cale Yarborough | Chevrolet | 130,006        |
| 29 septembre 1974 | Martinsville, VA     | Earl Ross       | Chevrolet | 106,590        |
| 16 février 1975   | Daytona Beach, FL    | Benny Parsons   | Chevrolet | 247,274        |
| 2 mars 1975       | Rockingham, NC       | Cale Yarborough | Chevrolet | 189,240        |
| 10 mai 1975       | Nashville, TN        | Darrell Waltrip | Chevrolet | 151,451        |
| 20 juillet 1975   | Nashville, TN        | Cale Yarborough | Chevrolet | 144,506        |
| 12 octobre 1975   | Richmond, VA         | Darrell Waltrip | Chevrolet | 131,783        |
| 19 octobre 1975   | Rockingham, NC       | Cale Yarborough | Chevrolet | 193,329        |
| 14 mars 1976      | Bristol, TN          | Cale Yarborough | Chevrolet | 140,620        |
| 4 avril 1976      | North Wilkesboro, NC | Cale Yarborough | Chevrolet | 155,878        |
| 25 avril 1976     | Martinsville, VA     | Darrell Waltrip | Chevrolet | 115,485        |
| 8 mai 1976        | Nashville, TN        | Cale Yarborough | Chevrolet | 136,009        |
| 16 mai 1976       | Dover, DE            | Benny Parsons   | Chevrolet | 185,776        |
| 4 juillet 1976    | Daytona Beach, FL    | Cale Yarborough | Chevrolet | 259,050        |
| 17 juillet 1976   | Nashville, TN        | Benny Parsons   | Chevrolet | 139,865        |
| 2 août 1976       | Bristol, TN          | Cale Yarborough | Chevrolet | 159,607        |
| 12 septembre 1976 | Richmond, VA         | Cale Yarborough | Chevrolet | 125,518        |
| 19 septembre 1976 | Dover, DE            | Cale Yarborough | Chevrolet | 186,265        |
| 26 septembre 1976 | Martinsville, VA     | Cale Yarborough | Chevrolet | 121,296        |
| 3 octobre 1976    | North Wilkesboro, NC | Cale Yarborough | Chevrolet | 155,109        |
| 10 octobre 1976   | Charlotte, NC        | Donnie Allison  | Chevrolet | 227,281        |
| 20 février 1977   | Daytona Beach, FL    | Cale Yarborough | Chevrolet | 246,580        |
| 27 février 1977   | Richmond, VA         | Cale Yarborough | Chevrolet | 117,617        |
| 27 mars 1977      | North Wilkesboro, NC | Cale Yarborough | Chevrolet | 143,151        |
| 17 avril 1977     | Bristol, TN          | Cale Yarborough | Chevrolet | 162,526        |
| 24 avril 1977     | Martinsville, VA     | Cale Yarborough | Chevrolet | 124,571        |
| 7 mai 1977        | Nashville, TN        | Benny Parsons   | Chevrolet | 140,802        |
| 15 mai 1977       | Dover, DE            | Cale Yarborough | Chevrolet | 198,476        |
| 19 juin 1977      | Brooklyn, MI         | Cale Yarborough | Chevrolet | 217,315        |
| 31 juillet 1977   | Pocono, PA           | Benny Parsons   | Chevrolet | 206,606        |
| 7 août 1977       | Talladega, AL        | Donnie Allison  | Chevrolet | 261,557        |
| 28 août 1977      | Bristol, TN          | Cale Yarborough | Chevrolet | 128,307        |
| 18 septembre 1977 | Dover, DE            | Benny Parsons   | Chevrolet | 184,605        |
| 25 septembre 1977 | Martinsville, VA     | Cale Yarborough | Chevrolet | 118,201        |
| 9 octobre 1977    | Charlotte, NC        | Benny Parsons   | Chevrolet | 229,782        |
| 23 octobre 1977   | Rockingham, NC       | Donnie Allison  | Chevrolet | 182,796        |